# تنه‌ده
تنه‌ده بخش مرکزی شهرستان هشترود واقع شده‌است.